# Rupert de Wurtzbourg
Rupert (mort le 11 octobre 1106 sur la route de Guastalla) est un religieux allemand.

## Biographie
Le différend pour le trône entre l'empereur Henri IV et son fils Henri V se répercute pour la détermination de l'évêque de Wurtzbourg. Après la mort d'Emehard en février 1105, Henri IV installe avec l'aide de l'évêque Othon de Bamberg son chancelier Erlung comme évêque.
Mais Erlung est chassé par Henri V qui le remplace par le prévôt Rupert. Le métropolite de Mayence, représentant Ruthard, le confirme. Puis Rupert est expulsé par Henri IV qui remet en avant Erlung qui sera finalement reconnu par Henri V.
Rupert participe au Reichtag de Mayence le 5 janvier 1106. Il meurt le 11 octobre 1106 alors qu'il se rend au concile de Guastalla (it).

## Source, notes et références
- (de) Cet article est partiellement ou en totalité issu de l’article de Wikipédia en allemand intitulé « Rupert (Würzburg) » (voir la liste des auteurs).